# اسم منسوب
المنسوب هو الاسم الملحق بآخره ياء مشددة مكسور ما قبلها علامة للنسبة إليه (كما ألحقت التاء علامة للتأنيث) نحو بصري وهاشمي.